# Mbokija
Mbokija (ou Mbokijah) est une localité du Cameroun située dans la Région du Nord-Ouest, le département du Bui et la commune de Jakiri.

## Population
En 1968, la localité comptait 410 habitants, principalement des Nso.
Lors du recensement national de 2005, on y a dénombré 1 239 personnes.
En 2012, la population est estimée à 500 habitants.